# Maibara, Shiga
Maibara (米原市 (Mễ Nguyên thị) Maibara-shi) là một thành phố thuộc tỉnh Shiga, Nhật Bản.